# 2000 en basket-ball
Chronologie du basket-ball
1999 en basket-ball - 2000 en basket-ball - 2001 en basket-ball
Les faits marquants de l'année 2000 en basket-ball

## Récapitulatifs des principaux vainqueurs de compétitions 1999-2000

### Masculins
| Europe - Allemagne : ALBA Berlin - British BL : Manchester Giants - Belgique : Racing Basket Anvers - Bulgarie : BC Levski Sofia - Croatie : Cibona Zagreb - Espagne : Real Madrid - Euroligue : Panathinaïkos Athènes - France : CSP de Limoges - Grèce : Panathinaïkos - Islande : UMFN Njardvík - Islande : KR Reykjavík - Israël : Maccabi Tel-Aviv - Italie : PAF Bologne - Coupe Korać : CSP Limoges - Lituanie : Lietuvos Rytas - Lettonie : BK Ventspils - NEBL : CSKA Moscou - Norvège : Ulriken Eagles - Pays-Bas : Astronauts Amsterdam - Pologne : Zepter Śląsk Wrocław - Portugal : Ovarense Aerosoles - Coupe Saporta : AEK Athènes - Russie : CSKA Moscou - République tchèque : USK Prague - Suède : Plannja Basket (Luleå) - Suisse : Lugano Tigers - Turquie : Tofaş SAS - Ukraine : BC Kiev - Yougoslavie : Buducnost Podgorica | Amériques - Argentine : Estudiantes Olavarría - Brésil : CR Vasco da Gama - CBA : Yakima Sun Kings - Liga Sudamericana : Vasco da Gama - NBA : Los Angeles Lakers - NCAA : Michigan State Spartans - Venezuela : Cocodrilos de Caracas | Afrique, Asie, Océanie - Angola : CD 1° de Agosto - Coupe arabe : Gezira SC - NBL Australie : Perth Wildcats - NBL Nouvelle-Zélande : Auckland Stars |

### Féminines
| Europe - Allemagne : BTV Wuppertal - Belgique : BCSS Namur - Espagne : - - Euroligue : MBK Ružomberok - France : Bourges - Grèce : KAE Panathinaïkós AO - Hongrie : - - Italie : Isab Energy Priolo - Lituanie : - - Lettonie : RTU Klondaika - Pologne : VBW Clima Gdynia - République tchèque : - - Coupe Ronchetti : Lavezzini Basket Parme - Russie : - - Slovénie : ŽKK Celje - Slovaquie : MBK Ružomberok - Turquie :- | Amériques - Argentine : - - Brésil : - - Canada : - - NCAA : UConn - WNBA : Comets de Houston | Afrique, Asie, Océanie - WKBL-été : - WKBL-hiver : |

## Décès
- 5 mai : Bill Musselman, entraîneur américain (60 ans).